# Heimir Hallgrímsson
Heimir Hallgrímsson (* 10. Juni 1967 in Vestmannaeyjar) ist ein ehemaliger isländischer Fußballspieler und heutiger -trainer.
Heimir war ab 2013 zusammen mit dem Schweden Lars Lagerbäck Trainer der isländischen Fußballnationalmannschaft. Seit der Europameisterschaft 2016, bei der Island bis ins Viertelfinale vorstieß, führte er dieses Amt alleinverantwortlich aus. Nach der Weltmeisterschaft 2018 trat er zurück.

## Leben

### Spieler
Heimir begann mit dem Fußballspielen bei seinem Heimatverein ÍBV Vestmannaeyjar, zu dem er in späteren Jahren immer wieder in verschiedener Funktion zurückkehrte. In seiner ersten Saison kam er nur zu zwei Einsätzen und hatte damit nur wenig Gelegenheit, den Abstieg zu verhindern. Nach drei Spielzeiten in der zweiten Liga, in denen einmal knapp der Abstieg in die dritte Liga verhindert wurde, kehrte ÍBV zur Saison 1990 als Vizemeister der zweiten Liga in die erste Liga zurück und belegte den dritten Platz, wobei er nur in einem Ligaspiel fehlte. 1991 kam er in allen 18 Ligaspielen zum Einsatz, aber ÍBV wurde nur Siebter. 1992 wurde er in 15 Ligaspielen eingesetzt und als Drittletzter vermied ÍBV knapp den Abstieg. 1993 wechselte er zum Viertligisten Íþróttafélagið Höttur und trainierte gleichzeitig deren Frauenmannschaft. 1994 kehrte er zu ÍBV zurück und konnte helfen, den Abstieg zu vermeiden. 1995 konnte er mit ÍBV als Dritter sogar die Qualifikation zum UEFA-Pokal 1996/97 erreichen, wo ÍBV aber in der ersten Runde am estnischen Meister FC Lantana Tallinn scheiterte. Nachdem er 1996 nur noch zu einem Ligaeinsatz gekommen war, wechselte er zum unterklassigen Verein Smástund, der später mit Framherjar fusionierte, wo er dann 2007 seine Karriere ausklingen ließ, aber nebenbei für ÍBV als Trainer arbeitete.

### Trainer
Nachdem er mehrere Jahre für ÍBV als Trainer gearbeitet hatte, wurde er 2011 Assistent von Lars Lagerbäck, der am 14. Oktober 2011 die isländische Fußballnationalmannschaft übernommen hatte. Beiden gelang es, die Nationalmannschaft auf ein höheres Niveau zu führen. In der Qualifikation für die WM 2014 belegten sie den zweiten Platz in der Qualifikationsgruppe hinter ebenfalls erstarkten Schweizern und ließen die früheren WM-Teilnehmer Slowenien und Norwegen hinter sich. In den anschließenden Relegationsspielen der besten Gruppenzweiten gegen Kroatien scheiterten sie dann nach einem torlosen Remis im Heimspiel durch ein 0:2 in Kroatien. Kurz danach verlängerten Lagerbäck und er seinen Vertrag. Heimir wurde nun aber gleichberechtigter Trainer der Nationalmannschaft, mit der Option, 2016 die alleinige Verantwortung zu übernehmen.
In der Qualifikation für die EM 2016 setzten sie den erfolgreichen Weg fort, schalteten unter anderem den WM-Dritten Niederlande aus und qualifizierten sich mit ihrer Mannschaft am 6. September 2015 vorzeitig für die EM-Endrunde. Damit gelang den isländischen Männern erstmals die Qualifikation für ein großes Fußballturnier – die Frauen hatten es ihnen schon einige Jahre zuvor vorgemacht. Bei der Endrunde erreichten sie im ersten Gruppenspiel gegen favorisierte Portugiesen ein 1:1 und führten auch im zweiten Gruppenspiel gegen Ungarn lange mit 1:0, mussten dann aber in der Schlussphase noch den Ausgleich durch ein Eigentor hinnehmen. Durch einen Sieg gegen Österreich qualifizierte sich die isländische Auswahl für das Achtelfinale. In diesem wurde England besiegt. Im Viertelfinale unterlag die Mannschaft dann Gastgeber Frankreich mit 2:5. Die Mannschaft und der Betreuerstab wurden aber bei ihrer Rückkehr nach Island begeistert gefeiert. Mit dem EM-Aus endete die Zusammenarbeit mit Lagerbäck, sodass Heimir zum alleinigen Nationaltrainer ernannt wurde.
Danach schafft er mit Island die Qualifikation zur Fußball-Weltmeisterschaft 2018 in Russland, wo die Mannschaft mit einem Punkt (Unentschieden gegen Argentinien) als Gruppenletzter ausschied. Danach trat Heimir Hallgrímsson zurück.
Seit Dezember 2018 bis 2021 war er Trainer des katarischen Erstligisten Al-Arabi. Im September 2022 wurde er zum Nationaltrainer Jamaikas berufen. Nach dem punktlosen Vorrundenaus bei der Copa América 2024 trat er Ende Juni 2024 von seinem Posten zurück. Zehn Tage später wurde er als neuer Nationaltrainer der irischen Nationalmannschaft vorgestellt.

### Beruf
Heimir Hallgrímsson war neben seiner Karriere teilzeitig als Zahnarzt in einer Praxis in Heimaey beschäftigt. Seit der Europameisterschaft 2016, bei der Island bis ins Viertelfinale vorstieß, war er alleinverantwortlicher Trainer und ließ seinen Beruf als Zahnarzt ruhen. Am 17. Juli 2018 trat er vom Amt des Nationaltrainers zurück und wollte in seinen Beruf zurückkehren.

## Erfolge als Trainer
- Zweitligameister 2008 mit ÍBV Vestmannaeyjar
- Qualifikation für die EM-Endrunde 2016 mit Island